# Fantasia (album Don Backy)
Fantasia è un album di Don Backy, pubblicato dalla CGD nel 1971.
Il brano Bianchi cristalli sereni era stato presentato dall'artista e da Gianni Nazzaro al Festival di Sanremo 1971, dove si era classificato al settimo posto.

## Tracce
Tutti i brani composti da Don Backy
Lato A
1. Fantasia
2. Bianchi cristalli sereni
3. Nostalgia
4. L'infinito
5. Il circo

Lato B
1. Cronaca
2. La mia anima
3. La primavera
4. Candida luna
5. Rima

## Formazione
- Don Backy - voce
- Franco Monaldi - conduttore orchestra, arrangiamenti